# Список ныне живущих награждённых медалью Почёта
Медаль Почёта была учреждена в ходе Гражданской войны в США и является высочайшей военной наградой, вручаемой правительством США военнослужащим. Представляемые к награде обязаны проявить отличие с риском для жизни при выполнении долга службы и за его пределами в бою против врага Соединённых Штатов. Медаль часто вручается посмертно в связи с критериями награждения.
В настоящее время насчитывается 60 живущих награждённых медалью Почёта. Из них:
- 44 — за участие во Вьетнамской войне
- 14 — за участие в Афганской войне
- один — за участие в Иракской войне
- один — за участие в операции против ИГИЛ

Один из награждённых служил в ВВС, 43 — в армии, 8 — в морской пехоте, 8 — на флоте.
Самый старый из ныне живущих награждённых —  Крэндолл, Брюс Перри (род. 17 февраля  1933 года), самый молодой — Кайл Карпентер (род. 19 октября 1989 года). Трое из награждённых всё ещё находятся на действительной военной службе: Уильям Д. Свенсон, Томас П. Пейн и Мэтью О. Уильямс (армия США). Среди награждённых есть бывший сенатор Боб Керри и трое генералов в отставке: Патрик Г. Брейди и Роберт Ф. Фоули (армия), Джеймс Э. Ливингстон (морская пехота).

## Вьетнамская война
В ходе Вьетнамской войны и последующих 12 месяцев было вручено 235 медалей Почёта, после 1978 года была вручена ещё 31 награда. Из 266 наград, 178 получила армия, 15 — флот, 58 — морская пехота и 14 — ВВС. «The Medal of Honor Historical Society»  показывает 260 наград за Вьетнамскую войну, включая неизвестных солдат Вьетнамской войны — группу из девяти человек. «The Congressional Medal of Honor Society» показывает 262 награды за Вьетнамскую войну, включая неизвестных солдат Вьетнамской войны. 
| Изображение | Имя                          | Род войск                | Дата рождения         | Место проживания                        |
| --- | ---------------------------- | ------------------------ | --------------------- | --------------------------------------- |
| — | Джон Ф. Бака                 | Армия                    | 10 января 1949 года   | Сан-Диего, штат Калифорния              |
| | Дональд Э. Баллард           | ВМС                      | 5 декабря 1945 года   | Grain Valley, штат Миссури              |
| | Харви Куртисс Барнум-младший | Морская пехота           | 21 июля 1940 года     | Рестон, штат Виргиния                   |
| | Дуайт Уэйн Бёрдуелл          | Армия (Специалист (E-4)) | 19 января 1948 года   |                                         |
| Portrait of a dark-haired white man wearing a military uniform with many ribbons, pins, and badges.                      | Патрик Г. Брейди             | Армия                    | 1 октября 1936 года   | Sumner, штат Вашингтон                  |
| Crandall in 2012 | Брюс П. Крэндолл             | Армия                    | 17 февраля 1933 года  | Port Orchard, штат Вашингтон            |
| Пэрис Дэвис | Пэрис Дэвис                  | Армия                    | 13 мая 1939 года      |                                         |
| | Сэмми Ли Дэвис               | Армия                    | 1 ноября 1946 года    | Flat Rock, штат Иллинойс                |
| Profile of a white man with a full, gray beard wearing a star-shaped medal from a blue ribbon around his neck.           | Деннис Д. Дикс               | Армия                    | 14 декабря 1944 года  | Mimbres, штат Нью-Мексико               |
| | Джон Дж. Даффи               | Армия (Майор (E-4))      | 16 марта 1938         | Нью-Йорк                                |
| | Фредерик Эдгар Фергюсон      | Армия                    | 18 августа 1939 года  | Чандлер, штат Аризона                   |
| | Джон Майкл Фицморис          | Армия                    | 9 марта 1950 года     | Hartford, штат Северная Дакота          |
| | Джеймс Ф. Флеминг            | ВВС                      | 12 марта 1943 года    | Лонгвью, штат Вашингтон                 |
| Portrait of a middle-aged white man in a formal military uniform in front of a U.S. flag                                 | Роберт Ф. Фоули              | Армия                    | 30 мая 1941 года      |                                         |
| | Харольд А. Фриц              | Армия                    | 21 февраля 1944 года  | Пеория, штат Иллинойс                   |
| | Деннис М. Фьюджи             | Армия (специалист (E-4)) | 1 марта 1949 года     | Ханапепе, Гавайи                        |
| | Роберт Р. Ингрэм             | ВМС США                  | 20 января 1945 года   | Джэксонвилл, штат Флорида               |
| | Джек Х. Джейкобс             | Армия                    | 2 августа 1945 года   | Far Hills, штат Нью-Джерси              |
| | Дон Дж. Дженкинс             | Армия                    | 18 апреля 1948 года   | Quality, штат Кентукки                  |
| Head of a white man in a suit with a medal hanging from a blue ribbon around his neck                                    | Томас Г. Келли               | ВМС США                  | 13 мая 1939 года      | Сомервилл, штат Массачусетс             |
| | Алан Дж. Келлогг             | Морская пехота           | 1 октября 1943 года   | Гавайи                                  |
| Head and torso of a white man in a dark suit speaking and gesturing                                                      | Джозеф Р. Керри              | ВМС США                  | 27 августа 1943 года  | Нью-Йорк                                |
| | Петер Ч. Лемон               | Армия                    | 5 июня 1950 года      | Колорадо-Спрингс, штат Колорадо         |
| | Гэри Л. Литтрелл             | Армия                    | 26 октября 1944 года  | Флорида                                 |
| | Джеймс Э. Ливингстон         | Морская пехота           | 12 января 1940 года   | Mount Pleasant, штат Южная Каролина     |
| | Аллен Дж. Линч               | Армия                    | 28 октября 1945 года  | Gurnee, штат Иллинойс                   |
| | Джозеф У. Марм               | Армия                    | 20 ноября 1941 года   | Fremont, штат Северная Каролина         |
| | Джеймс Макклухан             | Армия                    | 30 апреля 1946 года   | South Haven, штат Мичиган               |
| Modrzejewski in 2011 | Роберт Джозеф Моджеевский    | Морская пехота           | 3 июля 1934 года      | Tierrasanta, Сан-Диего, штат Калифорния |
| | Мелвин Моррис                | Армия                    | 7 января 1942 года    | Коко, штат Флорида                      |
| | Томас Р. Норрис              | ВМС США                  | 14 января 1944 года   | Hayden Lake, штат Айдахо                |
| Head and shoulders of a white man with a pointed mustache, wearing a star-shaped medal on a blue ribbon around his neck. | Роберт Э. O'Мэлли            | Морская пехота           | 3 июня 1943 года      | Нью-Йорк                                |
| Patterson in 2012 | Роберт М. Паттерсон          | Армия                    | 16 апреля 1948 года   | Пенсакола, штат Флорида                 |
| Profile of a dark-haired man with a star-shaped medal hanging from his neck                                              | Альфред В. Раскон            | Армия                    | 10 сентября 1945 года | Laurel, штат Мэриленд                   |
| | Рональд Э. Рэй               | Армия                    | 7 декабря 1941 года   | Тарпон-Спрингс, штат Флорида            |
| | Гордон Р. Робертс            | Армия                    | 14 июня 1950 года     |                                         |
| | Хосе Родела                  | Армия                    | 15 июня 1937 года     | Сан-Антонио, штат Техас                 |
| A color image showing 2nd Lieutenant Gary M. Rose from the chest up in his military uniform with ribbons.                | Гэри М. Роуз                 | Армия                    | 17 октября 1947 года  | [ 29 ]                                  |
| | Джеймс Майкл Спрейберри      | Армия                    | 24 апреля 1947 года   | Titus, штат Алабама                     |
| | Джон А. Тейлор               | Армия                    | 31 декабря 1937 года  | Trinity Center, штат Калифорния         |
| | Брайан М. Такер              | Армия                    | 25 апреля 1945        | Wheaton, штат Мэриленд                  |
| | Майкл Э. Торнтон             | ВМС США                  | 23 марта 1949 года    | Montgomery, штат Техас                  |
| | Джей Р. Варгас               | Морская пехота           | 29 июля 1938 года     | Сан-Диего, штат Калифорния              |
| | Гэри Дж. Уэцел               | Армия                    | 29 сентября 1947 года | Oak Creek, штат Висконсин               |

## Война в Афганистане
Началась 7 октября 2001 года как начало глобальной войны против терроризма и завершилась 31 августа 2021 года. США, Великобритания и их союзники по НАТО начали операцию в Афганистане как ответ на теракты 11 сентября с целью захватить Усаму бен Ладена, уничтожить организацию Аль-Каида и режим Талибана, предоставляющего поддержку и территорию для Аль-Каеды. С 2001 года 20 американских военнослужащих получили медаль Почёта за действия в Афганистане, пятеро из них — посмертно.
| Изображение                                                                                                  | Имя                 | Род войск      | Дата рождения        | Место проживания                                    |
| --- | ------------------- | -------------- | -------------------- | --------------------------------------------------- |
| | Эдвард С. Байерс    | ВМС            | 4 августа 1979 года  |                                                     |
| | Уильям К. Карпентер | Морская пехота | 17 октября 1989 года |                                                     |
| | Тай М. Картер       | Армия          | 25 января 1980 года  | Объединённая база «Льюис — Маккорд», штат Вашингтон |
| Head and torso portrait of a young white man in a formal military uniform with a U.S. flag in the background | Салваторе Джьюнта   | Армия          | 21 января 1985 года  | Форт-Коллинс, штат Колорадо                         |
| Captain Florent Groberg                                                                                      | Флоран А. Гроберг   | Армия          | 8 мая 1983 года      | Бетесда, штат Мэриленд                              |
| | Мейер Л. Дакота     | Морская пехота | 26 июня 1988 года    | Штат Кентукки                                       |
| Leroy Petry                                                                                                  | Лерой А. Петри      | Армия          | 29 июля 1979 года    | Объединённая база «Льюис — Маккорд», штат Вашингтон |
| | Райан М. Питтс      | Армия          | 1 октября 1985 года  | Нашуа, штат Нью-Гэмпшир                             |
| | Эрл Д. Пламли       | Армия          | 1982 год             | г. Клинтон, штат Оклахома                           |
| | Клинтон Ромешей     | Армия          | 17 августа 1981 года | Майнот, штат Северная Дакота                        |
| | Бритт Слабински     | ВМС            | 1 декабря 1969 года  | Объединённая база «Льюис — Маккорд», штат Вашингтон |
| | Уильям Д. Свенсон   | Армия          | 2 ноября 1978 года   | Объединённая база «Льюис — Маккорд», штат Вашингтон |
| Sergeant Kyle J. White                                                                                       | Кайл Дж. Уайт       | Армия          | 27 марта 1987 года   | Шарлотт, штат Северная Каролина                     |
| | Мэтью О. Уильямс    | Армия          | 3 марта 1981 года    | Форт-Брэгг, штат Северная Каролина                  |

## Иракская война
Шесть участников Иракской войны были награждены медалью Почёта, пятеро из них посмертно.
| Изображение | Имя               | Род войск | Дата рождения       | Место проживания |
| ----------- | ----------------- | --------- | ------------------- | ---------------- |
|             | Дэвид Г. Беллавиа | Армия     | 10 ноября 1975 года | Нью-Йорк         |

## Операция «Непоколебимая решимость»
Один солдат получил медаль Почёта за войну против ИГИЛ.
| Изображение                      | Имя           | Род войск | Дата рождения      | Место проживания                   |
| -------------------------------- | ------------- | --------- | ------------------ | ---------------------------------- |
| Sgt. Maj. Thomas «Patrick» Payne | Томас П. Пейн | Армия     | 2 апреля 1984 года | Форт-Брэгг, штат Северная Каролина |